# Усть-Луковка
Усть-Луковка (рос. Усть-Луковка) — село у Ординському районі Новосибірської області Російської Федерації.
Входить до складу муніципального утворення Усть-Луковська сільрада. Населення становить 805 осіб (2010).

## Історія
Згідно із законом від 2 червня 2004 року органом місцевого самоврядування є Усть-Луковська сільрада.

## Населення
| 2002 | 2007  | 2010 |
| ---- | ----- | ---- |
| 888  | ↗1049 | ↘805 |